# هانس يانا
هانس يانا (بالألمانية: Hanns Jana)‏ هو مبارز بالسيف ألماني، ولد في 18 يوليو 1952 في تاوبربيشوفسهايم في ألمانيا.

## وصلات خارجية
- هانس يانا على موقع أوليمبيديا (الإنجليزية)